# Plectrocnemia macilenta
Plectrocnemia macilenta là một loài Trichoptera hóa thạch trong họ Polycentropodidae.